# Andreas Beck (fotbalist)
Andreas Beck (n. 13 martie 1987 la Kemerovo, Uniunea Sovietică - azi în Rusia) este un fotbalist german care evoluează pe postul de fundaș la formația KA.S Eupen și la echipa națională de fotbal a Germaniei.

## Cariera
Beck, provenit dintr-o familie germană stabilită în URSS, s-a reîntors cu familia sa în Germania la vârsta de trei ani. („Nu voi uita că am trăit prima dată printre căruțe.”) Ca junior a activat la VfB Stuttgart, de acolo de unde, în 2005, a ajuns mai întâi la echipa a doua a acestui club, iar apoi, pe 11 februarie 2006, a debutat în Bundesliga într-un meci împotriva lui Arminia Bielefeld.
Pe 27 octombrie marca primul gol în prima ligă germană. El a înscris golul victoriei în importantul meci susținut de Stuttgart împotriva formației Bayer Leverkusen. Pe 4 iulie 2008, Beck s-a transferat la 1899 Hoffenheim, alături de care a făcut o figură frumoasă în sezonul 2008-2009, fiind selecționat și la naționala mare a Germaniei în februarie 2009, debutând într-un meci împotriva Norvegiei.
Membru al echipei naționale de tineret, Beck a fost selecționat în iunie 2009 pentru a participa la turneul final al Campionatului European de Fotbal din Suedia. În meciul din semifinalele competiției, Beck a marcat pentru 1-0, învingându-l pe portarul italian Andrea Consigli cu un șut de la mare distanță. Avea să fie golul care i-a calificat pe germani în finală, italienii nereușind să egaleze până la final.

## Palmares
VfB Stuttgart
- Bundesliga: 2006–07

Germania U-21
- Campionatul European Under-21: 2009